# Bitva u Minatogawy
Bitva u Minatogawy (湊川の戰い), známá též jako Bitva u řeky Minato, byla jednou z válek období Nanbokučó, která se udála poblíž řeky Minato v provincii Seccu (v místě dnešního Kóbe) 5. července 1336.
Vojsko ve službách císaře Go-Daiga, jemuž veleli samurajové Masašige Kusunoki a Jošisada Nitta, se v provincii Seccu pokusilo zadržet ašikagské síly vedené Takaudžim Ašikagou. Šógunátní armáda vpadla na Honšú z ostrova Kjúšú, kde Ašikagové soustředili své síly před vítěznou bitvou u Tatarahamy (14. dubna 1336). Tímto vítězstvím sjednotili Kjúšú pod vládou šóguna Takaudžiho Ašikagy a Severního dvora. Po invazi na Honšú napadla šógunátní armáda císařské vojsko u řeky Minato z pevniny i z moře. Císařské síly se tak ocitly v obklíčení a byly rozdrceny. Masašige Kusunoki padl a Jošisada Nitta byl donucen k ústupu. Ašikagům se tak otevřela cesta do Kjóta.
Bitva u Minatogawy znamenala pro císařovy spojence velkou porážku. Díky oddanosti, již tváří v tvář porážce a jisté smrti projevil Masašige Kusunoki vůči císaři, však zaujala významné místo v japonských legendách.

## Pozadí
Porážka vzbouřeného klanu Ašikaga v únoru 1336 přinutila šóguna Takaudžiho Ašikagu uprchnout z hlavního města Severního dvora Kjóta na ostrov Kjúšú. Vědom si tohoto rozložení sil pokoušel se císařský generál Masašige Kusunoki přesvědčit císaře Go-Daiga, aby se šógunem uzavřel mír. Císař však věřil, že hrozbu, kterou klan Ašikaga představuje, je možné zlikvidovat, a proto nařídil Jošisadovi Nittovi, aby shromáždil síly k porážce šógunátní armády. Generál Nitta zahájil své tažení podle rozkazu, ale když se Norimura Akamacu, hlava klanu Akamacu, postavil na Ašikagovu stranu, byl Nitta zatažen do vleklého obléhání Akumacuova hradu Širahata v provincii Harima. Šógun Ašikaga tak získal čas, který potřeboval k přeskupení svých sil a ovládnutí situace na Kjúšú, kde v dubnové bitvě u Tatarahamy porazil klany věrné císaři. Takaudži Ašikaga nato ihned zahájil tažení proti císařským silám a vedl svoji armádu na Honšú po souši i po moři. Jakmile se Jošisada Nitta dozvěděl o Ašikagově postupu, ukončil obléhání hradu Širahata a ustoupil na území prefektury Hjógo, kde se snažil získat výhodnější obrannou pozici pro boj se šógunátní armádou.

## Bitva

Rozložení sil u řeky Minato
Ashikaga side = ašikagská (šógunátní) armáda
Loyalists side = císařské vojsko

Císař Go-Daigo nařídil Kusunokimu, aby shromáždil své síly a posílil Jošisadu Nittu v provincii Seccu. Tento plán však trpěl značnými strategickými nedostatky. Masašige Kusunoki císaři navrhl, aby se s vojskem ukryl na hoře Hiei na severovýchodě Kjóta, čímž by Ašikagovi umožnil vstoupit do města. Útokem vedeným z hory by pak šóguna uvěznil v Kjótu a donutil ho město bránit, zatímco císařští by znemožňovali provoz na zásobovací trase šógunovy armády. Go-Daigo jeho návrh odmítl, protože nehodlal opustit hlavní město. Poté co se Kusunokimu nepodařilo prosadit tuto válečnou lest, nařídil svému nejstaršímu synovi Masacurovi, aby se vrátil na své panství a dál pokračoval ve válce, než se mu podaří postoupit a úspěšně se spojit s Jošisadou Nittou. Císařské vojsko sice nemělo žádné válečné loďstvo, jež by ho ochránilo před obklíčením, ale jeho velení zvolilo pozici poblíž řeky Minato, kde se mohlo bránit, a vyslalo své jednotky na východ, aby se pokusily zabránit vylodění nepřátel z moře k jihu.
Velení ašikagských sil se rozhodlo císařské vojsko obklíčit a zničit. Hlavní část pozemní armády vedená šógunovým bratrem Tadajošim Ašikagou zaútočila na císařské ze západu a omezila tak manévrovací možnosti Masašigeho Kusunokiho. Oddíly, jimž velel Jorihisa Šoni, přitom dotíraly na Kusunokiho jednotky z boku od jihu a Takacune Šiba vyvíjel boční tlak ze severu. Vylodění Jozena Hokosawy dále na východě donutilo Jošisadu Nittu, aby se stáhl a vyhnul se tak obklíčení. Mezitím šógun Takaudži Ašikaga bez jakéhokoli odporu vylodil svoje vojáky mezi dvěma uskupeními císařských sil, načež následovalo rychlé obklíčení Kusunokiho jednotek. Šógunátní armáda rychle přemohla síly klanu Kusunoki opuštěné hlavní částí císařského vojska a Masašige Kusunoki, jeho bratr Masasue a všichni členové jeho klanu byli poté zabiti. Jošisada Nitta byl donucen k návratu do Kjóta, jež bylo rychle opuštěno jako neobhajitelné.

## Dozvuky
Takaudži Ašikaga poté vstoupil v čele své armády opět do Kjóta a prohlásil, že císař Go-Daigo svůj trůn prohrál. Na jeho místo pak dosadil vlastního kandidáta, Kógonova mladšího bratra prince Jutahita (豊仁) jako císaře Kómjóa. Násilně tak ukončil restauraci Kenmu. Sesazený císař Go-Daigo se však odmítl smířit s obsazením Kjóta a uprchl do chrámu Enrjakudži na hoře Hiei na severovýchodě města. Dosazením nového císaře a vydáním Zákoníku Kenmu zahájil Takaudži Ašikaga oficiálně svůj šógunát. Tento akt rozdělil císařskou rodinu na dva znepřátelené tábory ─ na Ašikagou podporovaný Severní dvůr, který sídlil v Kjótu, a na Jižní dvůr, jenž sídlil v Jošinu v prefektuře Nara, kam Go-Daigo uprchl v lednu 1337.